# 公立南砺中央病院
公立南砺中央病院（こうりつなんとちゅうおうびょういん）は、富山県南砺市梅野にある南砺市立の医療機関。

## 沿革
富山県南西部の福光町（西礪波郡）・城端町・平村・上平村（東礪波郡）と岐阜県大野郡白川村の5町村による「南砺広域連合」（開院当時の連合長：桃野忠義福光町長）が総事業費92億5,100万円を投じて完成させた病院で、1999年（平成11年）9月に富山県知事から開設許可を得て2000年（平成12年）2月に実施設計を、同年9月28日に工事入札を実施し、同年10月に建設工事を発注し、同年10月28日に着工した。
2002年（平成14年）7月に竣工し、同年10月1日に開院した。開院当時、県境を越えた広域連合による病院建設は全国初だった。病院の建物は平成15年度第34回富山県建築賞一般の部入賞を果たしている。
開院当時は福光町内に位置していたが、福光町は2004年（平成16年）11月1日に城端町などと合併して南砺市になった。南砺広域連合は2006年（平成18年）3月をもって解散し、同年4月以降は南砺市立の病院になった。

## 病院諸元
個別に出典が提示されていない箇所の出典→
- 敷地面積 - 31287.83 m2
- 建物 - 鉄筋コンクリート造地上6階建て（免震構造）
- 建築面積 - 6363.39 m2
- 総床面積 - 13958.98 m2
- 病床数 - 190床（一般病床190床、療養病床45床）
- 設計 - 日本設計、富山県建築設計監理協同組合（JV）[8]
- 建築主体工事 - 前田建設工業、川田工業、中越鉄工（JV）
- 電気設備工事 - 東光電気工事、菅原電気、笹島工業（JV）
- 空調・給排水衛生設備工事 - 高砂熱学工業、日本空調北陸、丸栄建設（JV）
- 受賞 - 第34回（平成15年）富山県建築賞一般の部入賞[8]

## 診療科
- 内科[9]
- 心療内科・精神科[9]
- 呼吸器科[9]
- 消化器科[9]
- 循環器科[9]
- 外科[9]
- 整形外科[9]
- 脳神経外科[9]
- 小児科[9]
- 皮膚科[9]
- 泌尿器科[9]
- 産婦人科[9]
- 眼科[9]
- 耳鼻咽喉科[9]
- リハビリテーション科[9]
- 放射線科[9]

## 医療機関指定
出典
| 保険医療機関                               | 国民健康保険療養取扱機関           |
| 労災保険指定医療機関                       | 労災保険二次健診等給付医療機関     |
| 結核予防法指定医療機関                     | 生活保護指定医療機関               |
| へき地医療拠点病院                         | 救急告示病院（第二次救急医療）     |
| 被爆者一般疾病取扱医療機関                 | 臨床研修協力施設                   |
| 日本整形外科学会研修施設                   | マンモグラフィ検診施設画像認定施設 |
| 難病医療協力病院                           | 原子力災害医療協力機関             |
| 指定小児慢性特定疾病医療機関               | 特定医療（指定難病）指定医療機関   |
| 自治医科大学医学部地域医療臨床実習指導施設 | 薬学生長期実務実習受入施設         |
| 第一種協定指定医療機関                     |                                    |

## 周辺
東海北陸自動車道・福光インターチェンジから北東約3 kmに位置し、県境を超えた岐阜県白川村からも東海北陸道を使えば25分程度でアクセスできる（救急車なら約20分で患者を搬送可能）。
- 国立病院機構北陸病院
- 葵の園 なんと
- 富山県立となみ総合支援学校